# Pomellen
Pomellen ist ein Ortsteil der Gemeinde Nadrensee im Landkreis Vorpommern-Greifswald in Mecklenburg-Vorpommern.

## Geographie
Das östlichste Dorf von Mecklenburg-Vorpommern liegt 3 Kilometer ostnordöstlich von Nadrensee, 11 Kilometer nordöstlich von Penkun und 14 Kilometer südwestlich von Stettin auf einer welligen Grundmoränenhochfläche. Der südöstlichste Punkt der Gemarkung Pomellen ist auch der östlichste Punkt des Bundeslandes. Hier befindet sich heute ein Dreiländereck, gebildet außerdem durch das benachbarte Bundesland Brandenburg und die polnische Woiwodschaft Westpommern oder Hinterpommern. Auf der Gemarkung befinden sich mehrere Gewässer, darunter der Krumme See und der Pfingstsee sowie ein slawischer Burgwall.
Im Norden und Westen grenzt Pomellen an Orte im Landesinneren, im Süden an Brandenburg und im Osten an die polnische Woiwodschaft Westpommern. Nachbarorte sind Ladenthin im Norden, dann weiter im polnischen Kreis (Powiat) Police (Pölitzer Kreis) die Orte Barnisław (Barnimslow) und Smolęcin (Schmellenthin) im Nordosten, Kołbaskowo (Kolbitzow), Rosówek (Neu Rosow) und das deutsche Neu-Rosow im Südosten, Rosow im Süden, Radekow im Südwesten sowie Neuenfeld und Kyritz im Nordwesten.

## Geschichte
Pomellen wurde 1243 erstmals urkundlich mit der Bezeichnung Pomel erwähnt. Bei der Stiftung des Zisterzienserinnenklosters in Stettin stattete Herzog Barnim I. das Kloster mit dem Zehnten und einem Fischwehr aus Pomel aus. Dieser Name geht vermutlich auf das altslawische Wort Mel für eine Sandbank zurück. Zusammen mit der Präposition po könnte also Am Sande die Erklärung sein. Eventuell ein Hinweis auf die hiesige Bodenbeschaffenheit. 1265 übertrug Barnim I. das gesamte Dorf mit 54 Hufen an das Kloster. 1278 bestätigten Herzog Bogislaw IV. die Schenkungen und Bischof Hermann von Cammin den Zehnten von 54 Hufen. Die Kirche des Dorfes kam 1304 mit 4 Hufen an das Krankenhaus des Klosters.
1280 gab das Zisterzienserinnenkloster 18 und eine halbe Hufe dem Bürger Wetzel, wahrscheinlich aus der Familie Wussow, zum Lehen. Auch der Krug wurde als Lehen vergeben. 1362 verkaufte der Prenzlauer Bürger Henning von Brakel den Zisterzienserinnen drei Viertel des Kruges, die er von ihnen als Lehen erhalten hatte. 1441 wurde dem Kersten Vercken (genannt Pomelle) mit dem Schulzenamt und 6 Hufen belehnt. Er musste ein Lehnpferd im Wert von 40 Mark halten und durfte auf dem nördlich des Dorfes gelegenen See fischen und Rohr schneiden. 1505 wurde Achim Wussow zu den gleichen Bedingungen mit dem Schulzenamt belehnt.
Die Wussow waren mit weiteren Ländereien um Pomellen belehnt. Peter Wussow hatte 1480 sein Gut in Pommellen mit seinem Vetter Ludeke gegen Land in Wussow getauscht. 1503 stritten die Wussow mit dem Zisterzienserinnenkloster wegen der Lehngüter. Der Streit endete mit der Feststellung, dass die Wussow laut einem Vertrag vom 3. Juni 1497 18 Hufen als Lehen besaßen, aus den anderen Hufen erhielten sie Bede und Dienste. Dem Kloster standen die Pachteinnahmen und die oberste Gerichtsbarkeit zu.
Bis zu seinem Tode im Jahr 1741 befand sich das Gut Pomellen im Besitz des Pommernmarschalls Adrian Bernhard von Borcke. Anschließend an seinen ältesten Sohn übergegangen, den Major Friedrich Wilhelm von Borcke, wurde nach dessen Tod im Jahr 1743 sein jüngster Sohn, der Rittmeister und spätere General der Kavallerie Heinrich Adrian von Borcke, der Besitzer.
Spätestens seit der Mitte des 19. Jahrhunderts gehörte das kreis- und landtagsfähige Rittergut Pomellen und weitere Güter der Umgegend der bürgerlichen Familie Kieckebusch, welche aus der Nähe von Berlin stammt und dort schon vor 1700 nachgewiesen ist. Ein Familienzweig (Gut Gellin/Kreis Randow) wurde später geadelt. 1868 war der Gutsbesitzer Carl Ludewig Eduard Kieckebusch. 1905 umfasste das Rittergut Pomellen des Rittmeisters Max Kieckebusch gesamt 782 ha. Um 1914 ist dieser Einzelbesitz in den Händen des Landwirts Georg Hewald, Bestandsgröße 769 ha, davon 48 ha Forsten.

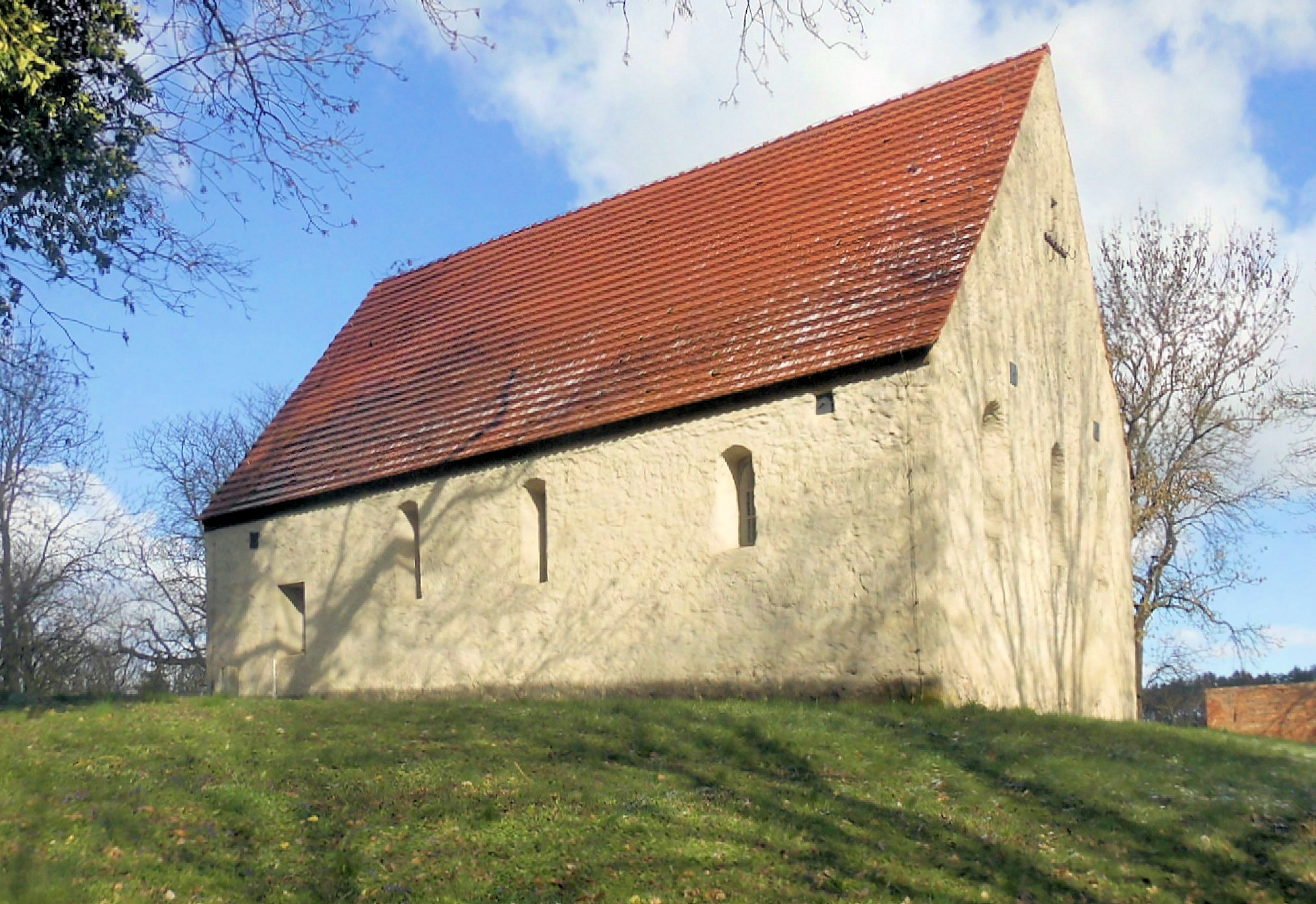
Dorfkirche

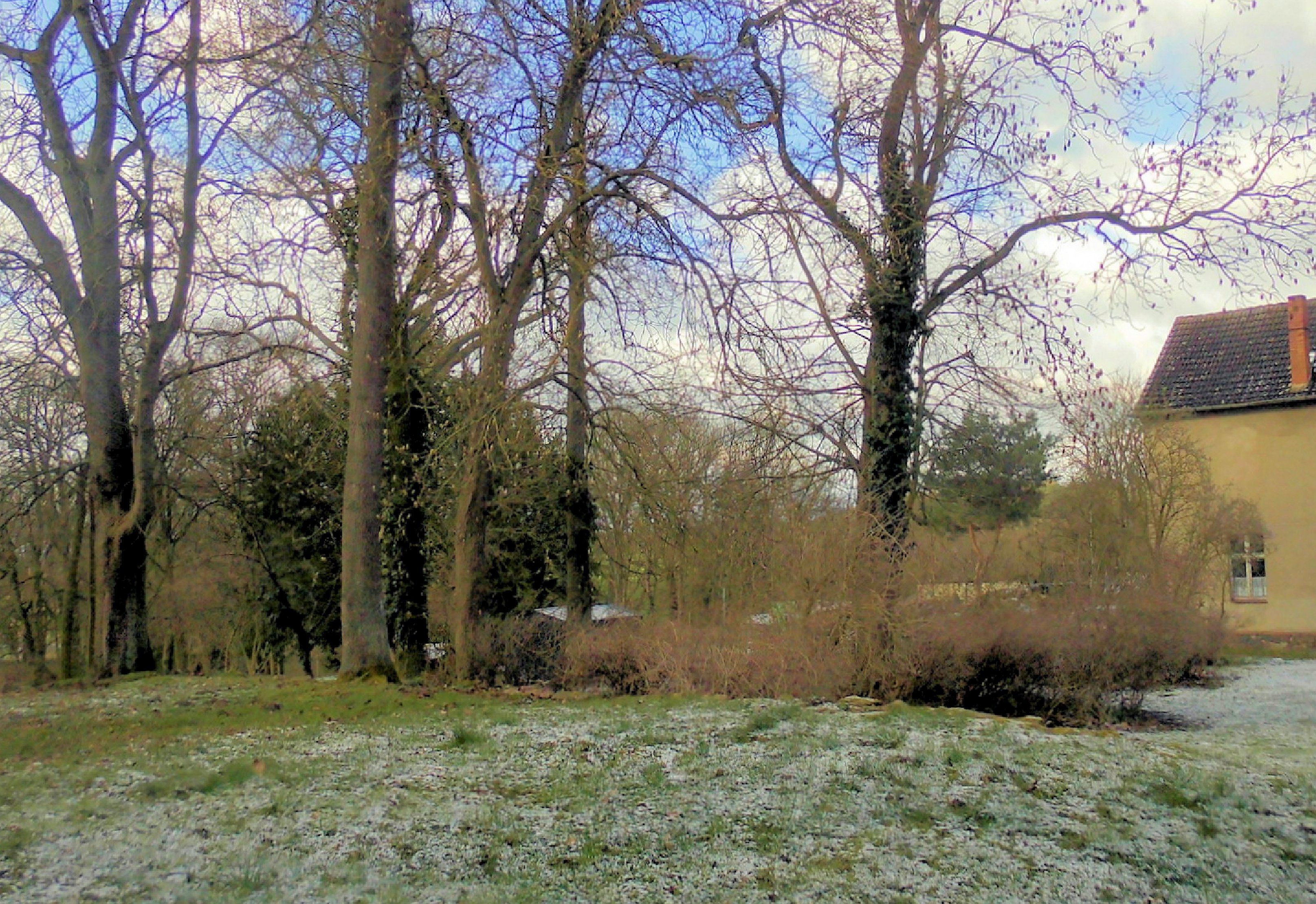
Blick zum Gutspark

Ab dem 1. Januar 1818 gehörte Pomellen zum Kreis Randow im Regierungsbezirk Stettin in der preußischen Provinz Pommern des Deutschen Reichs. Am 1. Oktober 1892 ging der Bahnhof Rosow auf Antrag der Gemeinde Pomellen und weiterer Nachbargemeinden in Betrieb. Dadurch erhielt das Dorf einen drei Kilometer südwestlich gelegenen Haltepunkt an der Bahnstrecke Berlin–Stettin.
Am 27. September 1936 wurde der über die Gemarkung Pomellen verlaufende Abschnitt der Reichsautobahn Berlin–Königsberg fertiggestellt. Zum 15. Oktober 1939 kam die Gemeinde zum Landkreis Greifenhagen. Nach dem Zweiten Weltkrieg wurde Pomellen zu einem Grenzort zu Polen. Bekannt wurde der Name des Ortes im Zusammenhang mit der nahegelegenen Grenzübergangsstelle Pomellen. Zu den Zeiten als der Transitverkehr durch die DDR für Fahrten nach Polen erforderlich war, befand sich hier zudem eine Transitraststätte.
Am 1. Juli 1950 kam das Dorf zum Landkreis Prenzlau. Die Gemeinde Pomellen wurde zum 15. Oktober 1950 in die Gemeinde Nadrensee eingegliedert und dort zu einem Ortsteil. Mit Wirkung vom 25. Juli 1952 kam Nadrensee zum Kreis Pasewalk.

## Sehenswürdigkeiten
Die Bronzeplastik Großer Reiter, im Jahr 1996 vom Bildhauer Thomas Jastram vollendet, befindet sich am Grenzübergang Pomellen.
Als denkmalgeschützte Bauten sind im Ort der Gutspark, die Kirche und ein Kriegerdenkmal ausgewiesen.

## Wirtschaft und Infrastruktur
Auf dem südlichen Teil der Gemarkung Pomellen befinden sich sechs Windkraftanlagen vom Windpark Nadrensee. Das Zollamt Pomellen gehört zum Hauptzollamt Stralsund.
Das Dorf ist ausschließlich über kleinere Verbindungsstraßen erreichbar. Die südlich am Ort vorbeigehende Bundesautobahn 11 kann in neun Kilometern Entfernung an der Anschlussstelle Penkun erreicht werden oder auf der polnischen Seite in vier Kilometern über den bei Kołbaskowo (deutsch Kolbitzow und Colbitzow) an die Autostrada A6 vorhandenen Anschluss.

## Persönlichkeiten
- Alfred Kieckebusch (1877–nach 1937), preußischer Landrat in den Kreisen Strelno, Bolkenhain und Naugard